# Spilocuscus
Genre
Spilocuscus est un genre composé de marsupiaux de la famille des Phalangeridae. Les espèces sont appelées couscous comme d'autres Phalangeridés.

## Liste d'espèces
Selon ITIS et MSW :
- Spilocuscus kraemeri (Schwarz, 1910) - Couscous de l'île de l'Amirauté[1]
- Spilocuscus maculatus (É. Geoffroy Saint-Hilaire, 1803) - Couscous tacheté[2],[1]
- Spilocuscus papuensis (Desmarest, 1822) - Couscous Waigeou[1]
- Spilocuscus rufoniger (Zimara, 1937)